# Agrostis repens
Agrostis repens é uma espécie de gramínea do gênero Agrostis, pertencente à família Poaceae.